# American Hockey League 1955-1956
La stagione 1955-1956 è stata la 20ª edizione della American Hockey League, la più importante lega minore nordamericana di hockey su ghiaccio. Si giocò la terza edizione dell'AHL All-Star Game il 10 gennaio 1956 fra i campioni in carica dei Pittsburgh Hornets e gli AHL All-Stars, sfida conclusa in parità col punteggio di 4-4. La stagione vide al via sei formazioni e al termine dei playoff i Providence Reds conquistarono la loro quarta Calder Cup sconfiggendo i Cleveland Barons 4-0.

## Stagione regolare

### Classifica
|  | Pos. | Squadra             | Pt | G  | V  | S  | N | GF  | GS  | DR  |
|  | ---- | ------------------- | -- | -- | -- | -- | - | --- | --- | --- |
|  | 1.   | Providence Reds     | 92 | 64 | 45 | 17 | 2 | 263 | 193 | +70 |
|  | 2.   | Pittsburgh Hornets  | 90 | 64 | 43 | 17 | 4 | 271 | 186 | +85 |
|  | 3.   | Buffalo Bisons      | 63 | 64 | 29 | 30 | 5 | 239 | 250 | -11 |
|  | 4.   | Cleveland Barons    | 59 | 64 | 26 | 31 | 7 | 225 | 231 | -6  |
|  | 5.   | Hershey Bears       | 44 | 64 | 19 | 39 | 6 | 218 | 271 | -53 |
|  | 6.   | Springfield Indians | 36 | 64 | 17 | 45 | 2 | 212 | 297 | -85 |

Legenda:

      Ammesse ai Playoff
Note:

Due punti a vittoria, un punto a pareggio, zero a sconfitta.

### Statistiche
Classifica marcatori
| Giocatore         | Squadra            | PG | Gol | Assist | Punti |
| ----------------- | ------------------ | -- | --- | ------ | ----- |
| Zellio Toppazzini | Providence Reds    | 64 | 42  | 71     | 113   |
| Willie Marshall   | Pittsburgh Hornets | 58 | 45  | 52     | 97    |
| Camille Henry     | Providence Reds    | 59 | 50  | 41     | 91    |
| Ken Wharram       | Buffalo Bisons     | 59 | 27  | 63     | 90    |
| Dunc Fisher       | Hershey Bears      | 60 | 40  | 43     | 83    |
| Paul Larivée      | Providence Reds    | 54 | 27  | 53     | 80    |
| Fred Glover       | Cleveland Barons   | 64 | 31  | 48     | 79    |
| Larry Wilson      | Buffalo Bisons     | 62 | 39  | 39     | 78    |
| Bob Solinger      | Pittsburgh Hornets | 62 | 27  | 46     | 73    |
| Cal Stearns       | Cleveland Barons   | 63 | 35  | 36     | 71    |
|                   |                    |    |     |        |       |

Classifica portieri
| Giocatore     | Squadra            | PG | MGS  |  |
| ------------- | ------------------ | -- | ---- |  |
| Gilles Mayer  | Pittsburgh Hornets | 56 | 2.70 |  |
| Johnny Bower  | Providence Reds    | 61 | 2.85 |  |
| Roy McMeekin  | Cleveland Barons   | 62 | 3.56 |  |
| Hank Bassen   | Buffalo Bisons     | 53 | 3.80 |  |
| Norm Defelice | Hershey Bears      | 22 | 4.14 |  |
|               |                    |    |      |  |

## Playoff
|  | Semifinali | Semifinali         | Semifinali |                  |   | Calder Cup      | Calder Cup | Calder Cup |  |
|  |            |                    |            |                  |   |                 |            |            |  |
|  | 1          | Providence Reds    | 3          |                  |   |                 |            |            |  |
|  | 1          | Providence Reds    | 3          |                  |   |                 |            |            |  |
|  | 3          | Buffalo Bisons     | 2          |                  |   |                 |            |            |  |
|  | 3          | Buffalo Bisons     | 2          |                  | 1 | Providence Reds | 4          |            |  |
|  |            |                    |            |                  | 1 | Providence Reds | 4          |            |  |
|  |            |                    | 4          | Cleveland Barons | 0 |                 |            |            |  |
|  | 2          | Pittsburgh Hornets | 4          | Cleveland Barons | 0 | 1               |            |            |  |
|  | 2          | Pittsburgh Hornets |            |                  |   |                 |            |            |  |
|  | 4          | Cleveland Barons   | 3          |                  |   |                 |            |            |  |

## Premi AHL
- Calder Cup: Providence Reds
- F. G. "Teddy" Oke Trophy: Providence Reds
- Dudley "Red" Garrett Memorial Award: Bruce Cline (Providence Reds)
- Harry "Hap" Holmes Memorial Award: Gilles Mayer (Pittsburgh Hornets)
- John B. Sollenberger Trophy: Zellio Toppazzini (Providence Reds)
- Les Cunningham Award: Johnny Bower (Providence Reds)

### Vincitori
| Providence Reds | Portiere: Johnny Bower Difensori: George Bouchard, Andy Branigan, Bill Folk, Aldo Guidolin, George McAvoy, Bob Robertson Attaccanti: Ron Attwell, Jim Bartlett, George Blair, Bruce Cline, Ken Davies, Camille Henry, Bill Johansen, Paul Larivée, Ray Ross, Zellio Toppazzini Allenatore: Jack Crawford |

### AHL All-Star Team
First All-Star Team
- Attaccanti: Camille Henry • Willie Marshall • Zellio Toppazzini
- Difensori: Frank Mathers • Frank Sullivan
- Portiere: Johnny Bower

Second All-Star Team
- Attaccanti: Parker MacDonald • Larry Wilson • Dunc Fisher
- Difensori: Steve Kraftcheck • Andy Branigan
- Portiere: Gilles Mayer